# 2027년 유러피언 게임
2027년 유러피언 게임(튀르키예어: 2027 Avrupa Oyunları, 영어: 2027 European Games)은 2027년 튀르키예 이스탄불에서 열릴 예정인 제4회 유러피언 게임 대회이다.

## 개최국 선정 과정
크로아티아의 스플리트가 개최 의사를 밝혔으나 입후보를 신청하지 않았으며 튀르키예 이스탄불이 단독 후보가 되었다.
유럽 올림픽 위원회는 2024년 3월 27일에 4회 유러피언 게임 대회 개최지를 이스탄불로 선정했다.

## 참가국
- 튀르키예 (개최국)

## 메달 집계
| 순위 | 국가 | 금메달 | 은메달 | 동메달 | 합계 |
| ---- | ---- | ------ | ------ | ------ | ---- |
| 1    |      |        |        |        |      |
| 2    |      |        |        |        |      |
| 3    |      |        |        |        |      |
| 합계 |      |        |        |        |      |